# جمال قدو
جمال قدو (به گویش بندری: جمال کدو) که به نام‌های جمال جمالو و سیاه زنگی نیز شناخته می‌شود، یک ترانه در سبک بندری ساختهٔ ابراهیم شهدوستی، ترانه‌سرا، آهنگساز و خوانندهٔ هرمزگانی است که بارها توسط خوانندگان و گروه‌های موسیقی مختلف ایرانی بازخوانی شده‌است.

## درونمایه
ترانه سیاه زنگی یکی از ترانه‌های فولکلور هرمزگان است که به ساکنان سیاهپوست آن منطقه اشاره دارد.

## شهرت در ایران
شهرت این قطعه نخستین بار زمانی از جنوب ایران فراتر رفت که ضیا آتابای آن را در آلبوم هله مالی خود بازخوانی کرد. این قطعه آنچنان با استقبال نسل جوان رو به رو شد که همان زمان گروه کُر دبیرستانی «دختران خاطره» آن را در یک برنامهٔ رادیویی اجرا کردند. در طی سال‌ها این ترانه در عروسی‌های ایرانی نیز طرفداران زیادی پیدا کرد.

## شهرت جهانی
آهنگ جمال قدو در ۶ دسامبر ۲۰۲۳ در فیلم هندی حیوان به عنوان ترانه صحنه ورود شخصیت بابی دئول به نمایش گذاشته شد. این ترانه ابتدا در هند و سپس در سراسر جهان طرفداران زیادی پیدا کرد و ویدیوهای رقص فراوانی از آن ساخته شد. پس از بارگذاری این قطعه در یوتیوب، در عرض یک ساعت ۹ میلیون بار دیده شد و پس از گذشت ۲ روز مرز ۱۵ میلیون بازدید را رد کرد.

## ثبت استانی
در سال ۱۳۹۶ قطعه سیاه زنگی به همراه تعداد دیگری از آثار ابراهیم شهدوستی در اداره فرهنگ و ارشاد استان هرمزگان به ثبت رسمی رسید.